# 771 a.C.
Séculos: (Século IX a.C. - Século VIII a.C. - Século VII a.C.)
776 a.C. - 775 a.C. - 774 a.C. - 773 a.C. - 772 a.C. - 771 a.C. - 770 a.C. - 769 a.C. - 768 a.C. - 767 a.C. - 766 a.C.

## Eventos
- Fim do Período Zhou Ocidental na China, com a invasão dos nômades Xirong e de alguns estados vassalos contra a capital dinástica em Haojing. Rei You de Zhou é assassinado no processo.
- Príncipe Ji Yijiu é coroado como rei Ping de Zhou pelos rebeldes.[1]

## Nascimentos
- Rômulo e Remo (março de 771 a.C.[2])